# Кунцевщина (Клецкий район)
Кунцевщина (бел. Кунцаўшчына) — деревня в Клецком районе Минской области Белоруссии. В составе Морочского сельсовета. До 2013 года входила в состав Нагорновского сельсовета (в 2013 году упразднен). Население 47 человек (2009).

## География
Кунцевщина находится в 6 км к северу от центра сельсовета, агрогородка Морочь и в 20 км к юго-востоку от райцентра, города Клецк. Деревня стоит на границе с Копыльским районом. C востока к Кунцевщине почти примыкает деревня Мокраны, причём в 1921—1939 годах здесь проходила граница СССР и Польши, Кунцевщина принадлежала Польше, а Мокраны — СССР. Деревня связана местными автодорогами с окрестными населёнными пунктами.

### Гидрография
В 5 километрах к востоку протекает река Морочь, к реке от деревни идёт мелиоративный канал. 

## История
28 июня 2013 года Кунцевщина переданы из состава Нагорновского сельсовета в состав Морочского сельсовета.

## Достопримечательности
- Бывшая усадьба Войниловичей. Усадебный дом не сохранился. Среди сохранившихся зданий бывшей усадьбы — дом эконома, флигель, спиртозавод и несколько хозпостроек.
- Церковь Казанской иконы Божией Матери. Деревянная православная церковь построена в XIX веке при кладбище. Рядом отдельно стоящая деревянная часовенка, увенчанная кованым флюгером с изображением Богоматери.